# أوقستو فيران
أوقستو فيران (بالإسبانية: Augusto Ferrán)‏ هو كاتب وشاعر إسباني، ولد في 7 يوليو 1835 في مدريد في إسبانيا، وتوفي بنفس المكان في 2 أبريل 1880.